# Movilización mundial del 15 de octubre de 2011
La movilización mundial del 15 de octubre de 2011, más conocida por las siglas 15-O, es el nombre que reciben el conjunto de protestas pacíficas que, en forma de manifestaciones, tuvieron lugar el 15 de octubre de 2011 en 1051 ciudades de 90 países. Fueron pensadas y promovidas durante las Protestas en España de 2011 por la plataforma ¡Democracia Real YA! y preparadas en su fase final junto a otros colectivos coincidiendo con el movimiento Occupy Wall Street, recibiendo amplia difusión a través de internet, principalmente la red social Twitter.

## Desarrollo

### En Europa

#### España
Decenas de ciudades españolas se sumaron a esta movilización. Entre ellas, las manifestaciones de Madrid y Barcelona fueron las más destacadas por el número de participantes y la Puerta del Sol de Madrid volvió a ser el centro neurálgico del movimiento. Tanto Europa Press como los organizadores anunciaron que se habían reunido más de 500.000 personas, mientras que las autoridades no dieron cifras oficiales.  En Barcelona, el número de asistentes osciló entre 60.000 según las autoridades y 400.000 según los organizadores. En Valencia la cifra de manifestantes se situó alrededor de los 100.000.
También fueron importantes las concentraciones de ciudades como San Sebastián, Zaragoza (50.000 asistentes según los organizadores), Sevilla (45.000), Palma de Mallorca (25.000), Alicante (20.000), Málaga (35.000), Santiago de Compostela (17.000), Mieres (15.000) o Murcia (15.000), Granada (17.000), Valladolid (17.000) entre otras.

#### Bélgica
Los 'indignados' llegados a Bruselas para elevar sus reivindicaciones a la Unión Europea, recorriendo este sábado las calles de la capital europea con una marcha "pacífica y lúdica", a la que esperan que acudan varios miles de personas llegadas de toda Europa y con la que quieren demostrar su "unidad" contra un sistema que "oprime a los ciudadanos".
Un centenar de 'indignados' procedentes de España llegaron el pasado sábado a Bruselas tras dos meses y medio de marcha a pie y se instalaron en un antiguo edificio universitario que les ha sido cedido por la ciudad a cambio de impedirles acampar en ningún parque. Otros simpatizantes del movimiento de distintas nacionalidades, sobre todo belgas, franceses, holandeses y alemanes, se han unido a lo largo de la semana y ya suman un millar, según calculan los organizadores.

#### Francia
Unas 1500 personas participaron en París. La ocupación de la Place de l'Hôtel-de-Ville de París (la plaza del ayuntamiento de la ciudad) fue un éxito para el movimiento local, si bien el potencial del movimiento es mucho más fuerte que sus resultados. La gente llegó a la plaza por columnas que habían salido desde varios puntos de París.  Los periódicos han minimizado la manifestación hablando de "unas cientas de personas", pero las imágenes grabadas por los particpantes desmienten la discriminación mediática y la desinformación de los medios.
El comportamiento de la gente ha sido pacífico y cordial pese a que unos policías "secretas" intentaron malgastarlo intentando vender  a los presentes bolas de petanca, bates de béisbol y granadas de humo.
La asamblea fue interrumpida por unas personas que cogieron el micrófono para llamar a los indignados presentes a apoyar una "manifestación anticolonialista" que estaba desarollóndose en una plaza próxima, y estaba amenazada por la policía. Unos cuantos indignados fueron a dicha plaza para darse cuenta de que los militantes de esta manifestación apoyaban al expresidente de la Costa de Marfil Laurent Bgagbo. Muchos se fueron al enterarse y han podido  testimoniar de las violencias policiales; algunos incluso han sido golpeados por la policía. Después de este incidente, se volvió a proseguir la asamblea en la plaza frente al ayuntamiento con unas doscientas personas sentadas en el suelo.
Aquel día se colectaron cientos de contactos útiles para poder seguir desarrollando el movimiento en la ciudad.

#### Italia
Más de 200.000 personas participaron en Roma en la manifestación más concurrida de Italia y una de las más multitudinarias de Europa. En ella se produjeron los más graves incidentes de la jornada, por parte de un grupo de unos 500 violentos ajenos a la organización, que se infiltraron en la manifestación, y que se saldaron con un total de 70 heridos tras ser necesaria intervención policial.
Los primeros disturbios comenzaron en Via Cavour pocos minutos después de que partiera la marcha a las 14.00 horas desde la Plaza de la República, donde medio centenar de personas prendieron fuego a un coche y comenzaron a asaltar comercios de la zona. Durante la batalla campal, que se disgregó de la manifestación pacífica, se prendieron fuego a un vehículo policial y fueron asaltadas la sede vacía de un cuartel del ministerio de defensa y una iglesia, donde destrozaron varias imágenes religiosas. Mientras tanto la Basílica de San Juan de Letrán abrió sus puertas para cobijar a los manifestantes que huían de los altercados.

### En América

#### Estados Unidos
Véase también Occupy Wall Street

Desde el 17 de septiembre, ya se habían estado realizando protestas en Nueva York, y luego el 27 de septiembre se expandieron a otros estados (Boston, Toronto, Los Ángeles, San Francisco, Portland y Chicago). En Wall Street llegaron a congregarse más de 20.000 personas, y hubo diversos pero ligeros encuentros entre los manifestantes y la policía (el más destacado fue el arresto masivo en el Puente de Brooklyn).

#### Chile
Véase también Movilización estudiantil en Chile de 2011

Más de 10.000 personas se congregaron en Santiago, lugar en donde se desarrolló una marcha que finalizó en un acto cultural realizado por los organizadores. La marcha estuvo principalmente compuesta por trabajadores y estudiantes, estos últimos nuevamente manifestando  su decontento por el conflicto estudiantil que se arrastra desde mayo del 2011. También hubo un gran contingente de personas, en ciudades tales como Valparaíso, Concepción, Valdivia y Osorno

#### República Dominicana
En Santo Domingo y Santiago de los Caballeros, principales ciudades del país, se registraron focos y movilizaciones de personas de hasta 1.500 ciudadanos. No hubo mucha envergadura en el plano internacional, pero marcó un hito en el ámbito nacional al ser la primera manifestación pública de apoyo a una causa mundial, no regional ni nacional.
Además de las cuestiones vindicadas en los otros focos, también se realzó el apoyo al movimiento "4% del PIB para la Educación", y el descontento por la presencia de la empresa minera canadiense "Barrick Gold" en Pueblo Viejo, Cotuí.

#### México
En México existen varios campamentos de #IndignadosMx en distintos puntos de la República. Entre ellos, Monterrey, Puebla, Tijuana, DF, y Veracruz. En la capital, después de reunirse en el Monumento a la Revolución para el #15O, los indignados levantaron la bandera de #OccupyBMV y se dividieron en dos grupos: una acampada en Coyoacán y otra en la Bolsa Mexicana de Valores.

### En el resto del mundo
Al mismo tiempo que Madrid, en más de 800 ciudades se realizarán manifestaciones en un movimiento global que tendrá un eje vertebrador, Internet. Además de las páginas web creadas expresamente, como 15october.net, Tomalacalle o Democracia Real Ya, las redes sociales van a desempeñar un papel clave en la organización de las protestas.
La convocatoria del 15-O abarca ciudades de los cinco continentes y a primera hora de la mañana salieron las primeras marchas en Australia o en algunas ciudades asiáticas, como Tokio, Hong Kong o Taiwán.
Con pancartas que exhiben lemas como "somos el 99%", o "no podéis comer dinero", ciudadanos de todo el mundo tratarán de unirse en torno a un mensaje común: es necesaria una política más atenta a los ciudadanos y menos a los mercados. Se trataría de la mayor movilización de la historia a escala planetaria. Un punto de inflexión que los organizadores, que en España cuentan organizaciones como Democracia Real Ya, Juventud Sin Futuro o ATTAC, ven posible y promocionan en Twitter con las etiquetas #15O ó #15Oready. La incorporación de los jóvenes estadounidenses, aglutinados en torno al movimiento Occupy Wall Street, fue decisiva.

## Lista de participantes por ciudad

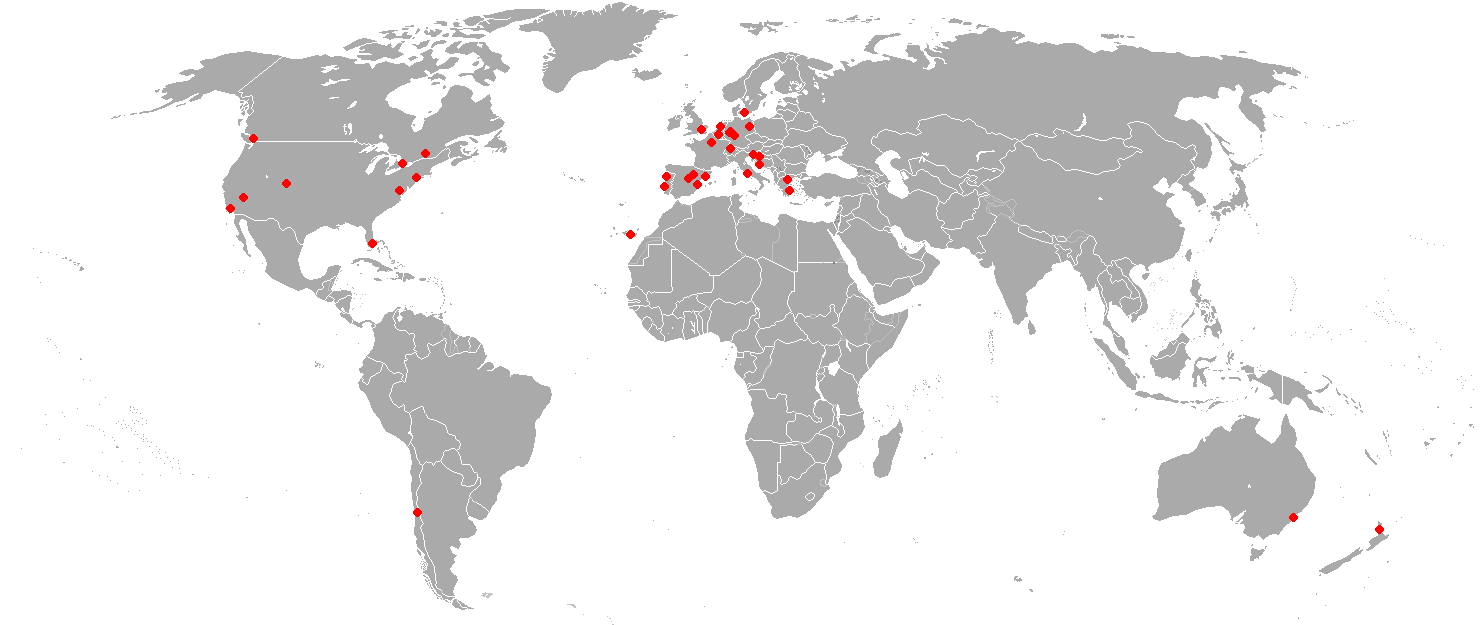
Ciudades con más de 1.000 personas implicadas en las protestas.

| Ciudad                     | Participantes   | Referencia       |
| -------------------------- | --------------- | ---------------- |
| Madrid                     | 500.000         | [ 3 ]            |
| Barcelona                  | 60.000-400.000  | [ 16 ] [ 17 ]    |
| Roma                       | 100.000-300.000 | [ 18 ] [ 19 ]    |
| Valencia                   | 100.000         | [ 20 ]           |
| Vigo                       | 30.000          | [ 21 ]           |
| Lisboa                     | 20.000-100.000  | [ 22 ]           |
| Santiago de Chile          | 10.000-100.000  | [ 23 ]           |
| Nueva York                 | 35.000-50.000   | [ 24 ] [ 25 ]    |
| Zaragoza                   | 40.000          | [ 26 ]           |
| Sevilla                    | 40.000          | [ 27 ]           |
| Málaga                     | 35.000          | [ 27 ]           |
| Palma de Mallorca          | 25.000-30.000   | [cita requerida] |
| Alicante                   | 20.000          | [ 28 ]           |
| Santiago de Compostela     | 17.000          | [cita requerida] |
| Granada                    | 17.000+         | [ 29 ]           |
| Murcia                     | 15.000          | [ 30 ]           |
| Mieres                     | ≤15.000         | [ 31 ]           |
| La Coruña                  | 8.000-13.000    | [cita requerida] |
| Berlín                     | 5.000-10.000+   | [ 32 ]           |
| Zagreb                     | 5.000-10.000    | [ 33 ]           |
| Bruselas                   | 6.000-7.000     | [ 34 ]           |
| Córdoba                    | 6.000           | [ 35 ]           |
| Las Palmas de Gran Canaria | 4.000-6.000     | [ 36 ] [ 37 ]    |
| Fránkfurt                  | 5.000+          | [ 38 ]           |
| Cádiz                      | 5000            | [ 29 ]           |
| Los Ángeles                | 5.000           | [ 24 ]           |
| Oporto                     | 5.000           | [ 39 ]           |
| Cartagena                  | 4.000-5.000     | [ 40 ]           |
| Londres                    | 3.000-5.000     | [ 41 ]           |
| Huelva                     | 4.000           | [ 29 ]           |
| Santander                  | 4.000           | [ 29 ]           |
| Ciudad Real                | 2.000           | [cita requerida] |
| Almería                    | 3.000-4.000     | [ 29 ]           |
| Córdoba                    | 3.000-4.000     | [ 29 ]           |
| Liubliana                  | 3.000-4.000     | [ 42 ] [ 43 ]    |
| Atenas                     | 2.000-4.000     | [ 24 ] [ 44 ]    |
| Auckland                   | 3.000           | [ 45 ]           |
| Burgos                     | 3.000           | [cita requerida] |
| Vancouver                  | 3.000           | [ 46 ]           |
| Jerez de la Frontera       | 2.500-3.000     | [ 47 ]           |
| Salamanca                  | 2.000-3.000     | [ 48 ]           |
| Toronto                    | 1.000-3.000     | [ 46 ] [ 42 ]    |
| Copenhague                 | 1.000-3.000     | [ 49 ] [ 50 ]    |
| Dusseldorf                 | 2.400           | [ 51 ]           |
| Ámsterdam                  | 2.000           | [ 22 ]           |
| Sídney                     | 2.000           | [ 24 ]           |
| Salónica                   | 2.000           | [ 44 ]           |
| París                      | 1.000-2.000     | [ 24 ] [ 52 ]    |
| Washington D. C.           | 1.000-2.000     | [ 44 ]           |
| Colonia                    | 1.500           | [ 53 ]           |
| Jaén                       | 1.100-1.400     | [ 54 ]           |
| Estrasburgo                | 500-1.500       | [ 55 ]           |
| Split                      | 1.000+          | [ 56 ]           |
| Montreal                   | 1.000+          | [ 57 ]           |
| Miami                      | 1.000+          | [ 58 ]           |
| Las Vegas                  | 1.000+          | [ 59 ]           |
| Toulouse                   | 500-1.000       | [ 60 ]           |
| Santo Domingo              | 800 (inex.)     | [ 61 ]           |
| Buenos Aires               | 800             | [ 62 ]           |
| La Haya                    | 700             | [ 63 ]           |
| Ottawa                     | 600             | [ 44 ]           |
| Seúl                       | 600             | [cita requerida] |
| Concepción                 | 500 (prelim.)   | [ 64 ]           |
| Lima                       | 500             | [ 62 ]           |
| Lincoln                    | 500             | [ 65 ]           |
| Zúrich                     | 500             | [cita requerida] |
| Grenoble                   | 500             | [ 66 ]           |
| Estocolmo                  | 200-500         | [ 67 ]           |
| Segovia                    | 400+            | [ 68 ]           |
| La Serena                  | 400             | [ 69 ]           |
| Dublín                     | 400             | [ 70 ]           |
| Maribor                    | 400             | [ 43 ]           |
| Winnipeg                   | 400             | [ 71 ]           |
| Hannover                   | 300+            | [ 43 ]           |
| Génova                     | 300             | [ 72 ]           |
| Koper                      | 300+            | [ 43 ]           |
| Rijeka                     | 300             | [ 56 ]           |
| Tokio                      | 200-300         | [cita requerida] |
| México DF                  | 250             | [cita requerida] |
| Monterrey                  | 100             | [ 73 ]           |
| Varsovia                   | 100-200         | [ 74 ]           |
| Hong Kong                  | 200             | [ 38 ]           |
| Marsella                   | 200             | [ 75 ]           |
| Praga                      | 200             | [ 45 ]           |
| São Paulo                  | 200             | [cita requerida] |
| Valparaíso                 | 200 (prelim.)   | [ 76 ]           |
| Arica                      | 200             | [ 77 ]           |
| Copiapó                    | 200             | [ 78 ]           |
| Valdivia                   | 200             | [ 79 ]           |
| Montpellier                | 200             | [ 80 ]           |
| Umeå                       | 200             | [ 81 ]           |
| Belgrado                   | 100-200         | [ 82 ]           |
| Cabra                      | 250             | [ 83 ]           |
| Villena                    | 350             | [ 84 ]           |
| Helsinki                   | 150             | [ 85 ]           |
| Río de Janeiro             | 150             | [cita requerida] |
| Goiânia                    | 150             | [cita requerida] |
| Pula                       | 150             | [ 86 ]           |
| Sarajevo                   | 100-150         | [ 87 ]           |
| Manila                     | 100             | [cita requerida] |
| Dijon                      | 100             | [ 88 ]           |
| Nantes                     | 100             | [ 66 ]           |
| Bayona                     | 100 - 120       | [cita requerida] |
| Tel Aviv                   | 100             | [cita requerida] |
| Quito                      | 100             | [ 62 ]           |
| Curitiba                   | 100             | [ 89 ]           |
| Taipéi                     | 100             | [cita requerida] |
| Kuala Lumpur               | 100             | [ 90 ]           |
| Podgorica                  | 50-100          | [ 91 ]           |
| Montevideo                 | 80              | [cita requerida] |
| Bogotá                     | 70              | [cita requerida] |
| Managua                    | 60              | [cita requerida] |
| Aix-en-Provence            | 60              | [ 92 ]           |
| Johannesburgo              | 50              | [ 93 ]           |
| Auch                       | 50              | [ 94 ]           |
| Pau                        | 40              | [ 95 ]           |
| La Réunion                 | 30              | [ 96 ]           |
| Rostock                    | 10-30           | [ 97 ]           |
| Sheffield                  | 25              | [ 98 ]           |
| El Cairo                   | 20              | [cita requerida] |
| Campinas                   | 20              | [ 99 ]           |
| Rochefort                  | 20              | [ 100 ]          |
| Santiago de los Caballeros | ???             | [ 101 ]          |

## Consecuencias
- La Policía Municipal reguló el tráfico al paso de los manifestantes estableciendo las restricciones a la circulación que fueron necesarias aunque tratando de evitar el corte total de calles.[cita requerida]

## Manifestaciones relacionadas
- Occupy Wall Street